# 三好政長
三好 政長（みよし まさなが）は、戦国時代の武将。三好氏の一族。三好長尚の三男で長久、長家の弟。子に宗渭、為三、娘（池田信正室）。宗三の名でも知られる。細川晴元の側近として台頭し権勢を振るったが、後に三好長慶と対立して敗死した。

## 生涯

### 堺公方期
初期の経歴は不明だが、長兄の新五郎（長久）が永正17年（1520年）に伯父の本家当主三好之長に従い等持院の戦いで細川高国に敗れ、之長と共に処刑されている。高国の政敵で之長が擁立していた細川澄元は畿内から阿波へ逃れ死去、遺児聡明丸（後の晴元）は阿波に止まり、三好一族も之長を始め多くが高国との戦いで敗死して勢力を減退させ、逼塞を余儀無くされていた。
馬部隆弘は、父・長尚が永正8年（1511年）の船岡山合戦にて高国方について以来在京していたことから、政長や兄の長家も畿内で生まれ育ち、桂川合戦を前にして晴元方に鞍替えしたと推察している。また、在京していた長尚から基盤を引き継いだことが後の政長の隆盛に繋がったとする。
大永6年（1526年）12月13日、高国が自ら招いた内紛で苦境に立たされていた好機に乗じ、父や次兄・長家と共に晴元方の先鋒として摂津堀城を占拠した。続いて翌7年（1527年）に北上して摂津と山城の境目に当たる山崎で反高国派の柳本賢治と合流、2月13日の桂川原の戦いで高国に勝利して近江へ追い落とし上洛を果たした。3月22日に従甥にあたる本家当主三好元長（之長の孫）が足利義維と晴元を擁立して堺に上陸、幕府と酷似した堺公方府を誕生させるとその中枢に入った。
しかし元長とは仲が悪く、賢治と組んで元長と対立するようになり、しばしば主君の晴元に讒言して元長を陥れた。大永8年（1528年）に元長が高国と12代将軍足利義晴との和睦に動くと賢治と共に反対、晴元も反対するよう説得させ元長を窮地に立たせた。また、賢治が大和・河内・摂津などで高国派を征討しながら元長派の国人を排除をした時も協力、享禄2年（1529年）に失望した元長が阿波へ帰国すると代わりに阿波勢を率いる立場に置かれた。しかし、享禄3年（1530年）に高国が播磨から挙兵して賢治が暗殺され、堺公方府が危機に陥ると晴元と相談して元長を復帰させた。晴元の命令で元長は東進する高国軍を迎え撃ち、翌享禄4年（1531年）の中嶋の戦い・大物崩れで高国を討ち取り政局を安定させた。
高国敗死後に元長が台頭すると木沢長政・茨木長隆らと結託して再び元長と対立、享禄5年（1532年）に長政が居城の河内飯盛山城を元長と結んだ畠山義堯軍に包囲されると、晴元に進言して一向一揆を起こさせて義堯・元長を討った（天文の錯乱）。以後は長政・長隆らと共に細川政権の重鎮となり、摂津榎並城主として室町幕府料所河内十七箇所を元長に代わって代官として統治した。
山下真理子は、政長による天文7年（1538年）の山城下郡への段銭賦課の事例を遡及させ、政長は天文年間の初期から京都を支配していたと推察していたが、馬部隆弘は、これは誤りであると指摘し、政長の京都支配は天文7年以降であることを明らかにした。

### 細川政権期
上記のように、政長は天文7年（1538年）以降京都支配に乗り出した。しかし、これに対し、三好元長の嫡男・長慶が、父の旧跡である京都に手を出されたことを不服とした。翌年1月14日、摂津国越水城にいた長慶は上洛し、翌日には細川晴元の幕府出仕の御供をしている。馬部隆弘は、この際に政長による京都支配に関する談合があり、幕府も政長の段銭賦課を快く思っていなかったとしている。結果として政長は天文8年（1539年）4月には丹波国に蟄居していることが確認されている。
従来、天文8年（1539年）には政長と長慶とら河内十七箇所の代官職を巡って対立したと考えられていた。しかし、馬部隆弘の研究によってこれは否定された。長慶は前述の上洛の際、幕府から赤松晴政支援のための出兵を依頼されており、長慶配下の三好連盛が出兵した。その対価として、同年6月に長慶は河内十七箇所代官を望み、幕府はこれに応じている。つまり、長慶が河内十七箇所の代官職に就任できたのは、幕府と長慶が接近したためであって、政長は無関係であった。
天文8年（1539年）閏6月に長慶が十七箇所の返還を掲げ軍を率いて上洛すると晴元は京都北西の高雄（現在の京都市右京区）へ避難、政長は4月の時点で丹波で蟄居していたが、晴元の支援で兵を集め7月に京都で長慶と小規模な戦闘を繰り返した。この争いは近江の六角定頼と将軍義晴の調停で長慶と和睦、長慶は細川政権下で重用されるようになる。
それからは長慶と軍事行動を共にするようになり、天文10年（1541年）から翌11年（1542年）にかけての長政討伐及び太平寺の戦い、天文14年（1545年）に山城南部で起こった上野元治・元全父子の反乱鎮圧、天文15年（1546年）の細川氏綱の反乱に呼応した摂津国人の討伐、翌天文16年（1547年）の舎利寺の戦いなど晴元方の部将として長慶と共に出陣していった。天文13年（1544年）5月に晴元の勧めで隠居、嫡男政勝（宗渭）に家督を譲ったが、形ばかりの隠居で以後も晴元の腹心としての地位を保持し続けたために長慶を始め周囲の反発を招いた。
天文17年（1548年）5月6日、政長の婿である摂津国人池田城主池田信正が晴元の命令で切腹させられた。信正は天文15年の氏綱の反乱に加担して晴元に反抗したが降参して許されていた。しかし、舅である政長が晴元に讒言し、一度許された身であるのにもかかわらず切腹に追いやった。信正の後を継いだのは息子で政長の外孫でもある長正だが、これによって池田家中は政長の息のかかった者が家政を壟断し、政長自身も池田家の宝物を手中にするなどした為、政長の介入に長慶を初め他の摂津国人衆が反発、10月には長慶がかつての敵だった氏綱と遊佐長教と結び、長慶派の国人も呼応して政長を排斥するために反乱を起こした。長慶には、氏綱・長教と、家中から政長派を放逐した池田長正、政長を嫌っている摂津国人衆、丹波の内藤国貞、和泉の松浦氏などが味方に付いた。こうして三好政長に対する反乱は細川晴元に対する反乱へと拡大していった。一方の政長は主君の晴元と義晴・六角定頼を味方に引き入れるのには成功したが、摂津の味方は茨木長隆・伊丹親興ぐらいしかなく、榎並城に籠城していた息子の為三は三好軍に包囲され危機に陥っていた。

### 江口の戦い
長慶・政長陣営は互いに打つ手が無く膠着状態のまま天文18年を迎えたが、2月になり長慶が出陣して榎並城を包囲、政長も丹波を迂回して摂津へ向かい榎並城へ接近、3月1日に榎並城付近の柴島城を落とされ伊丹城へ引き上げたが、4月に晴元が摂津に出向くと軍を立て直し、5月に三宅城を占拠して晴元を迎え入れ、6月11日に三宅城から南下、柴島城と榎並城付近の江口城へ入城した。しかし、晴元の戦略は独力で長慶に立ち向かえないため六角定頼・義賢父子の援軍を待つというものだったが、政長は政勝の窮地に待ちきれず前線の江口城へ進み自ら孤立してしまった。
長慶はこの機を逃さず江口城周辺も占拠して三宅城との通路を遮断、政長は三好軍に包囲され、24日に援軍の六角軍が到着する前に長慶に江口城を攻め込まれ討死した（江口の戦い）。政勝は榎並城を放棄して行方が分からなくなり、晴元も長慶の追撃を恐れ京都へ逃亡した。これによって幕政を担ってきた細川政権は崩壊し消滅することになる。
茶人としても著名で、天下三肩衝の1つ新田肩衝を所有した。後に今川義元や織田信長が所持した名刀左文字は、元々は政長（宗三）の所有物だったので宗三左文字とも呼ばれる。